# 코린티아현
코린티아(그리스어: Κορινθία)는 그리스 펠로폰네소스반도 북동쪽에 있는 코린토스 주변 지역을 일컬으며 펠로폰네소스주에 속하는 그리스의 현이다. 서쪽과 남서쪽에는 아하이아, 북쪽에는 코린토스 만과 아티키, 동쪽에는 사로니코스만, 남쪽에는 아르골리다와 아르카디아가 있다.
코린티아는 펠로폰네소스반도에서 네 번째로 인구가 많은 현이며, 인구 면에서 1980년대에 아르카디아를 추월한 이후로 펠로폰네소스 주에서 두 번째로 많은 현이다. 현재(2001년 인구조사) 이 곳 인구는 144,527명이다.
이오니아해와 에게해의 뱃길을 잇는 코린토스 운하가 코린토스에서 남쪽으로 4km 떨어진 곳에서 코린토스 지협을 가르고 있다. 코린티아 현은 점차 아테네 수도권의 일부로 여겨지고 있는데, 코린티아 동쪽 끝부분에 있는 아요이 테오도로이와 같은 도시는 아테네의 근교 지역으로 간주된다.